# Росс (місячний кратер)
Кра́тер Росс (лат. Ross) — невеликий метеоритний кратер у північно-західній частині Моря Спокою на видимому боці Місяця. Назва присвоєна на честь британського дослідника полярних районів Джеймса Кларка Росса (1800—1862) і американського астронома та фізика Френка Елмора Росса (1874—1966); затверджена Міжнародним астрономічним союзом у 1935 році.

## Опис кратера

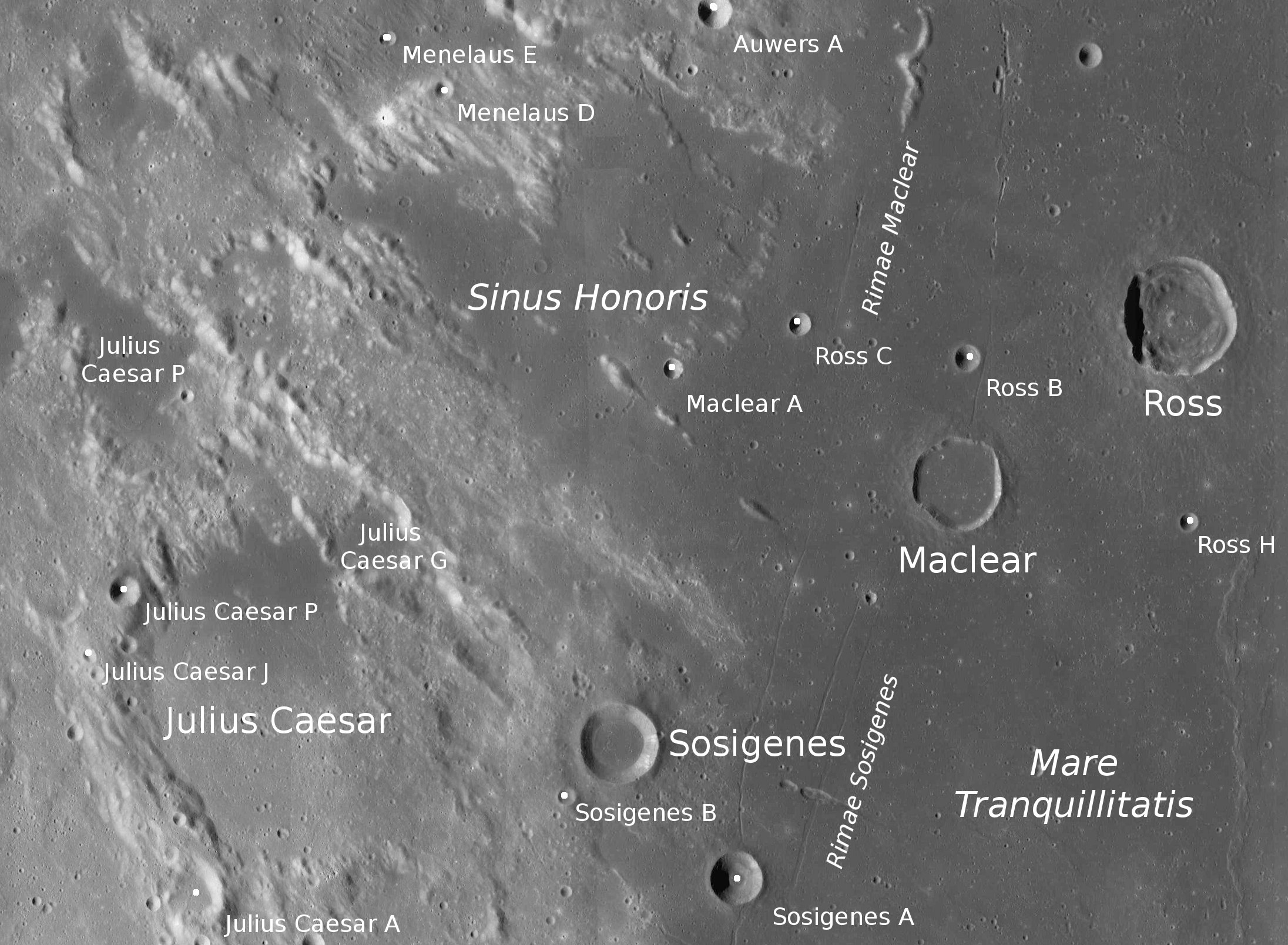
Околиці кратера Росс. Світлина зонда Lunar Reconnaissance Orbiter.

Найближчими сусідами кратера Росс є кратер Аль-Бакрі на півночі північному заході; кратер Пліній на півночі північному сході; кратер Каррель на сході південному сході і кратер Маклір на південному заході. На захід від кратера розташована Затока Слави, на північному заході Борозни Макліра і, за ними, Гемські гори. Селенографічні координати центру кратера 11°40′ пн. ш. 21°44′ сх. д. / 11.67° пн. ш. 21.74° сх. д., діаметр 24,5 км, глибина 1840 м.
Кратер має полігональну форму і практично не зазнав руйнувань. Вал має чітко ореслену гостру крайку. Внутрішній схил валу має терасоподібну структуру, с високим альбедо, біля підніжжя видно сліди обвалів. Висота валу над навколишньою місцевістю сягає 840 м, об'єм кратера становить приблизно 370 км³. Дно чаші є порівняно рівним, дещо західніше від центра розташовується невеликий дельтоподібний хребет. За морфологічними ознаками кратер належить до типу TRI (за назвою типового представників цього класу — кратера Тріснеккер).
Кратер Росс і сателітний кратер Росс D належать до числа кратерів, у яких зареєстровані температурні аномалії під час затемнень. Пояснюється це тим, що подібні кратери мають невеликий вік і скелі не встигли покритися реголітом, що створює термоізолювальну дію.

## Перетин кратера
На графіках вище подано профіль перетину кратера у різних напрямках, масштаб по осі ординат вказаний у футах, масштаб у метрах вказано у верхній правій частині малюнка.

## Сателітні кратери

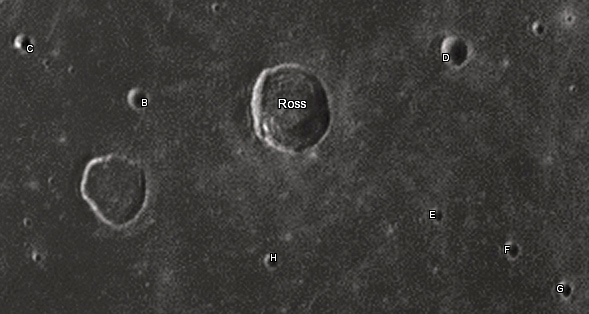
Світлина Девіда Кемпбелла.

| Росс | Координати                                                | Діаметр, км |
| ---- | --------------------------------------------------------- | ----------- |
| B    | 11°23′ пн. ш. 20°10′ сх. д. / 11.38° пн. ш. 20.17° сх. д. | 5,6         |
| C    | 11°37′ пн. ш. 18°56′ сх. д. / 11.62° пн. ш. 18.93° сх. д. | 4,8         |
| D    | 12°34′ пн. ш. 23°19′ сх. д. / 12.57° пн. ш. 23.32° сх. д. | 8,4         |
| E    | 11°02′ пн. ш. 23°25′ сх. д. / 11.04° пн. ш. 23.41° сх. д. | 4,2         |
| F    | 10°55′ пн. ш. 24°14′ сх. д. / 10.91° пн. ш. 24.23° сх. д. | 4,6         |
| G    | 10°41′ пн. ш. 24°52′ сх. д. / 10.68° пн. ш. 24.86° сх. д. | 4,6         |
| H    | 10°14′ пн. ш. 21°49′ сх. д. / 10.24° пн. ш. 21.81° сх. д. | 4,2         |

## Місце посадки космічного апарата
- 2 лютого 1964 року приблизно у 60 км південніше від кратера Росс, у точці з селенографічними координатами 9°24′ пн. ш. 21°30′ сх. д. / 9.4° пн. ш. 21.5° сх. д., зробив жорстку посадку зонд «Рейнджер-6».